# Нароков, Николай Владимирович
Никола́й Влади́мирович Наро́ков (настоящая фамилия Марченко, 26 июня [8 июля] 1887 — 3 октября 1969) — прозаик русского зарубежья («второй волны» эмиграции), педагог.

## Биография
Учился в Киевском политехническом институте, по окончании которого несколько лет работал в Казани. Во время Гражданской войны в России служил офицером в Вооружённых Силах Юга России (ВСЮР). Попал в плен к большевикам, откуда бежал. По окончании войны остался в России, сумел приспособиться к новой жизни. До 1932 года преподавал в школе в провинции математику.
В 1932 г. был арестован как бывший участник Белого движения, получил незначительный срок заключения.
С 1935 жил в Киеве. После взятия города немецкими войсками в 1941 году находился в оккупации. Активно публиковался в коллаборационистской прессе под псевдонимом Н. В. Торопов вплоть до конца войны, преимущественно в издании «Новое слово», где вышло несколько десятков его статей.
В 1943 вместе с семьёй ушёл с отступающими немцами. После окончания Второй мировой войны избежал принудительной репатриации в СССР. Жил в лагере для перемещенных лиц в союзной оккупационной зоне Германии. 
В 1950 году переехал в США, где жил в Монтерее вместе с сыном, поэтом Николаем Моршеном. Преподавал русский язык в американских университетах и сотрудничал в русской эмигрантской прессе.

## Творчество
Самым известным произведением писателя считается роман «Мнимые величины», изданный в США в 1952 году. Практически сразу же после выхода в свет книга стала бестселлером, её перевели на многие европейские языки. Успех книги объясняется просто, автор мастерски изобразил советскую действительность сталинского периода.
Один из главных персонажей «Мнимых величин», чекист Ефрем Любкин, возглавляет НКВД в провинциальном городке. Он не верит в коммунистические догмы и утверждает, что все провозглашаемые коммунизмом цели — лишь громкие слова, «суперфляй», а настоящая задача — заставить всех людей безропотно подчиняться («чтобы каждый знал, нет его»). Однако по ходу развития сюжета Любкин убеждается, что исповедуемая им сверхидея — такой же «суперфляй». Причиной такой перемены является знакомство со скромной и благородной Евлалией Григорьевной.
Роман "Могу!" существует в двух вариантах. В первом варианте действие происходит как и в "Мнимых величинах" в СССР в период культа личности. Отрывок из первого романа, рассказывающий о реакции героя и его окружения на расстрел маршала Тухачевского и последовавшие митинги с требованиями расправ над врагами народа, был опубликован в 1955 году в "Новом журнале". Десятью годами позже был опубликован второй вариант романа - психологический детектив, не имеющий отношения к сталинизму, действие которого происходит в Америке.

## Сочинения

### Романы
- «Мнимые величины» (1952). Нью-Йорк: Издательство имени Чехова, 1952. В СССР опубликован в журнале «Дружба народов», 1990, № 2. 
  - Книжное издание в СССР: М.: Художественная литература, 1990. — ISBN 5-280-01808-2
- «Никуда» (1961) — роман об отношениях мужчины и женщины в дореволюционную эпоху. Первоначальное название: «Любовь Николая Борисовича».
  - Фрагмент: Таня (Глава из романа «Любовь Николая Борисовича») // Мосты (Мюнхен). 1958. № 1. С. 115–130.
  - Полностью: Никуда. Роман // Возрождение (Париж). 1961. №№ 110–118.
- «Могу!» (1965). Буэнос-Айрес: Сеятель, 1965. Психологический детектив.
  - Фрагмент: Могу! Отрывок из романа // Новый журнал (Нью-Йорк). 1955. № 42. С. 56–85.
  - Книжное издание в СССР: М.: Дружба народов, 1991. — (Серия: Россия вне России) — ISBN 5-285-00120-X

### Рассказы
цикл «Странные рассказы»
- - Защитники закона, 1955
  - Люди, 1955
  - Флакон, 1955
  - Слепая, 1956
- Урод, 1951
- Зеркало и пуля, 1955
- Некультурный человек, 1955
- Общественное мнение, 1955
- Завоеватель, 1956
- Прошлогодний снег, 1957

### Статьи
- Чехов-общественник, 1957
- Два Чацких, 1958
- Оправдание Обломова, 1960
- Старые мехи, 1960
- Причуда или культура?, 1963
- Русский язык «там», 1963